# عناكب سوطية
العناكب السوطية (الاسم العلمي: Amblypygi) هي رتبة من الحيوانات اللافقارية تنتمي إلى طائفة العنكبيات، في شعيبة كلابيات القرون من شعبة المفصليات. وتشكل رتبة منفصلة بجانب العناكب، العقارب وغيرها.